# Taisia Povali
Taisia Mikolaivna Povali (Oekraïens: Таїсія Миколаївна Повалій, Sjamraivka, 10 december 1964), geboren als Taisia Mikolaivna Hirjavets (Oekraïens: Таїсія Миколаївна Гірявец), is een Oekraïense zangeres, actrice en voormalig politica.

## Biografie
Taisia Hirjavets werd op 10 december 1964 geboren in het dorpje Sjamraivka in de Oblast Kiev. Op haar vijftiende vertrok ze naar Kiev om daar later te studeren aan het conservatorium. Ze trouwde in 1982 met muzikant en pianist Vladimir Povali en kreeg een zoon, Denis Povali, die ook zanger werd.
Aanvankelijk begon Povali haar carrière als deel van een groep, maar begin jaren negentig begon ze als solo-artieste mee te doen aan verschillende zangwedstrijden. Het eerste grote succes in Povali's loopbaan was in 1993 toen ze de Grand Prix van de pas opgerichte Slavjanski Bazaar in de Wit-Russische stad Vitebsk won. Ze was de eerste artiest die de Grand Prix in ontvangst mocht nemen op het festival.
Kort na haar overwinning op de Slavjanski Bazaar bracht ze haar debuutalbum Panno kochannja (Oekraïens: Панно кохання) uit. Povali werd ze in 1996 Geëerd Artiest van Oekraïne en een jaar later Volksartiest van Oekraïne. De laatstgenoemde titel werd haar in 2015 afgenomen door de Verchovna Rada.
In haar carrière heeft ze in totaal vijftien albums uitgebracht en 23 singles, zowel in het Oekraïens als in het Russisch.

## Discografie

### Albums
- Panno kochannja (1995)
- Ja vas ljoebloe (1997)
- Sladkyj hrech (1999)
- Boede Tak (2000)
- Tsjarivna skrypka (2001)
- Odna - Jedina (2002)
- Ptitsa volnaja (2002, met Iosif Kobzon)
- Vozvratsajoe (2003)
- Oekrainski pisenni perlini (2003)
- Serdenko (2004)
- Otpoesti menja (2005, met Nikolaj Baskov
- Za toboj (2007)
- Nakazany ljoebovjoe (2008)
- Verjoe tebe (2010)

## Politieke carrière en controverses
Povali deed mee aan de Oekraïense parlementsverkiezingen in 2012. Hierbij stond ze tweede op de lijst van de Partij van de Regio's, onder leiding van Viktor Janoekovitsj. De partij won de verkiezingen met 187 zetels en Povali werd verkozen om in het parlement te zitten. De parlementariërtijd van Povali ging samen met verschillende controverses. Op 3 juni 2014 verliet Povali met negentien andere parlementsleden van haar partij de Verchovna Rada.
Tijdens de Euromaidan werd Povali bekritiseerd omdat ze een concert in een van de zalen van het Kremlin gaf en de inwoners van de Krim feliciteerde met de Russische Onafhankelijkheidsdag in Jalta. Later in 2014 laste ze al haar jubileumconcerten in Oekraïne af vanwege de groeiende kritiek. In 2015 stemde de Verchovna Rada voor het afnemen van de titel Volksartiest van Oekraïne bij Povali.